# 片貝橋 (富山県)
片貝橋（かたかいばし）は、富山県魚津市の片貝川に架かる富山県道314号沓掛魚津線の橋である。

## 概要
- 左岸 - 富山県魚津市持光寺
- 右岸 - 富山県魚津市木下新
- 路線名 - 県道沓掛魚津線
- 橋長 - 185.5 m[1]
- 主径間1連形式 - 鋼3径間連続鈑桁橋
  - 主径間1連支間割 - (33.6 m +　52.0 m + 33.6 m)
- 幅員
  - 有効幅員 - 12.00 m
  - 車道 - 7.00 m
  - 歩道 - 両側片側2.50 m
- 床版 - 鉄筋コンクリート
- 総鋼重 - 407 t
- 施工 - 川田工業

## 歴史
江戸時代は北陸街道の渡河点であり、冬場は仮設の丸太橋を通り、出水時は川越人夫による背越によって渡河していたが、明治維新の後に幅員6尺余りの板橋の賃取橋が架橋され、1893年（明治27年）12月には富山県により経田村持光寺 - 天神村木下新の間に当時の神通大橋と同じ規模である長さ100間3尺（約183m）、幅員20尺の木橋が、1894年（明治28年）には長さ181 m、幅員3間（5.4 m）の橋が架設された。1931年（昭和6年）11月には長さ180 m、幅員6.2 mの永久橋（I型鉄桁橋）に架け替えられた。1969年（昭和44年）8月10日から8月11日にかけての豪雨では、片貝橋も橋脚が落ちる被害を受けている。
現在の橋は、1987年（昭和62年）より工事が開始され、1991年（平成3年）7月6日に完成した。両側に幅2.5 mの茶色のカラー舗装の歩道も新設され、歩道、車道ともに融雪装置も設けられた。総事業費は9億8,800万円。
旧橋左岸の取付道路跡は一帯の河川敷と合わせて1,300 m2の公園として整備された。公園内には地元に伝わる佐伯有頼の伝説に因んだタカの羽をデザインしたブロンズ像が設置されている。